# Relation d'ordre strict
 (signalé en juillet 2025).
Si vous disposez d'ouvrages ou d'articles de référence ou si vous connaissez des sites web de qualité traitant du thème abordé ici, merci de compléter l'article en donnant les références utiles à sa vérifiabilité et en les liant à la section « Notes et références ».
- Archive Wikiwix
- Bing
- Cairn
- DuckDuckGo
- E. Universalis
- Gallica
- Google
- G. Books
- G. News
- G. Scholar
- Persée
- Qwant
- (zh) Baidu
- (ru) Yandex
- (wd) trouver des œuvres sur Wikidata

Une relation d'ordre strict est une relation binaire antiréflexive, antisymétrique et transitive.

## Exemples
- La relation < est une relation d'ordre strict dans l'ensemble des nombres réels.
- La relation ⊊ est une relation d'ordre strict dans l’ensemble des parties d'un ensemble non-vide.